# فرد کو
فرد کو (انگلیسی: Ferd Co) شرکت هلدینگ نروژی است، که در سال ۲۰۰۱ تأسیس شد.